# Moça no Trigal
Moça no trigal é uma pintura do gênero paisagem do artista impressionista brasileiro Eliseu Visconti. Em sua primeira apresentação o quadro foi exposto com o nome Pão e Flores.

## Descrição
A pintura é um óleo sobre tela com 65 cm de altura e 80 cm de largura. Tem como motivo um campo de trigo na zona rural da França, com uma jovem colhendo flores. O quadro faz parte de uma coleção particular.
Moça no trigal foi pintada em Paris, após o retorno seu retorno do Rio de Janeiro depois da instalação de decorações produzidas pelo pintor no Theatro Municipal.

## Esboços
Eliseu Visconti desenvolveu estudos preparatórios para a composição desta tela.

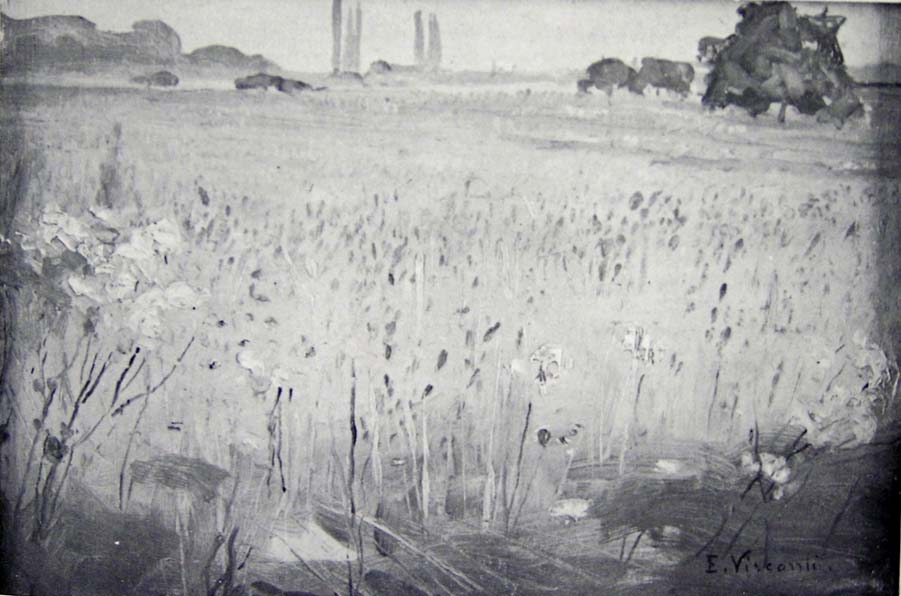
O trigal (1915) - Coleção Américo Ribeiro dos Santos - 29 x 49 cm
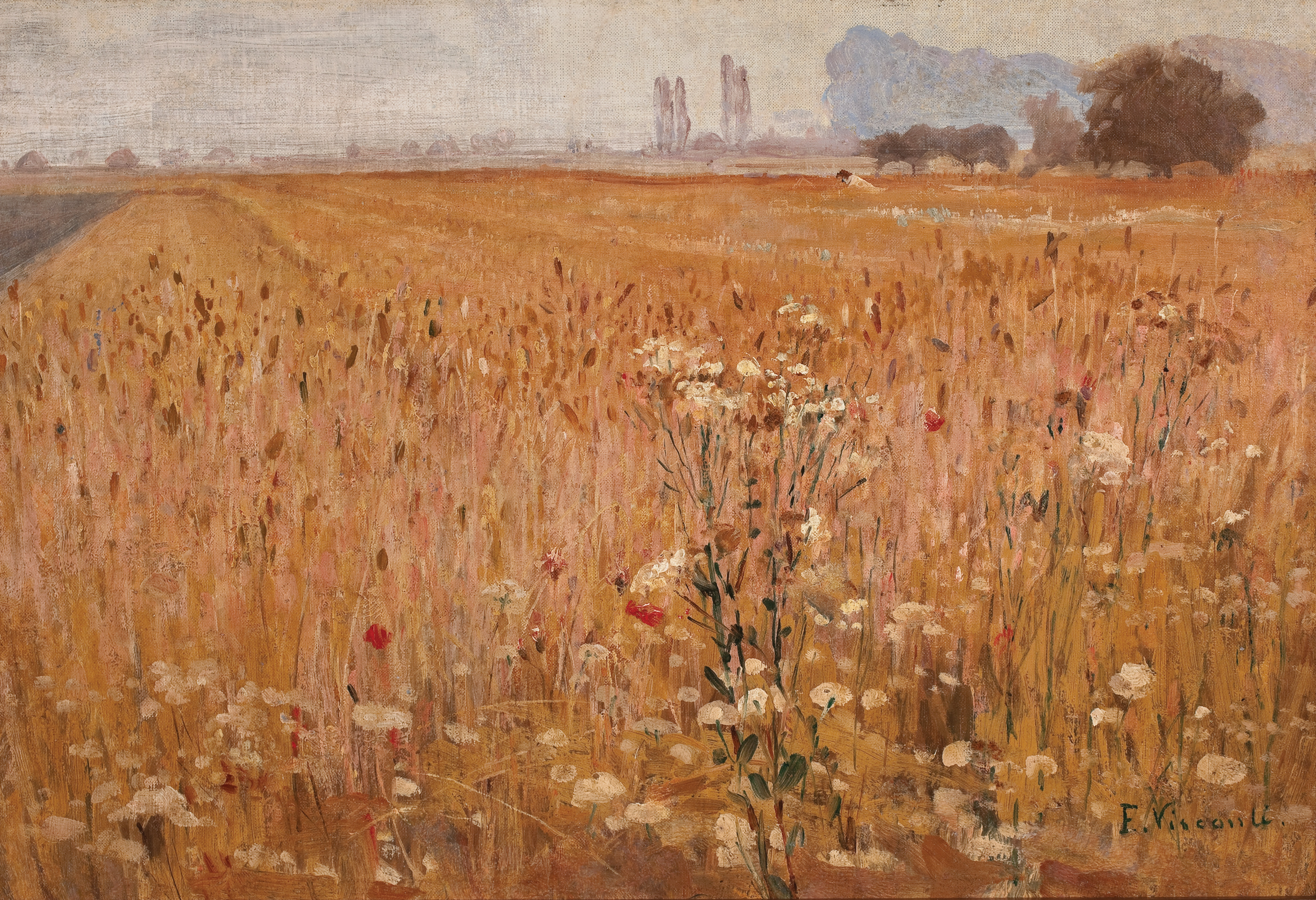
Trigal (1915) - Coleção Particular - 30,5 x 44,3 cm
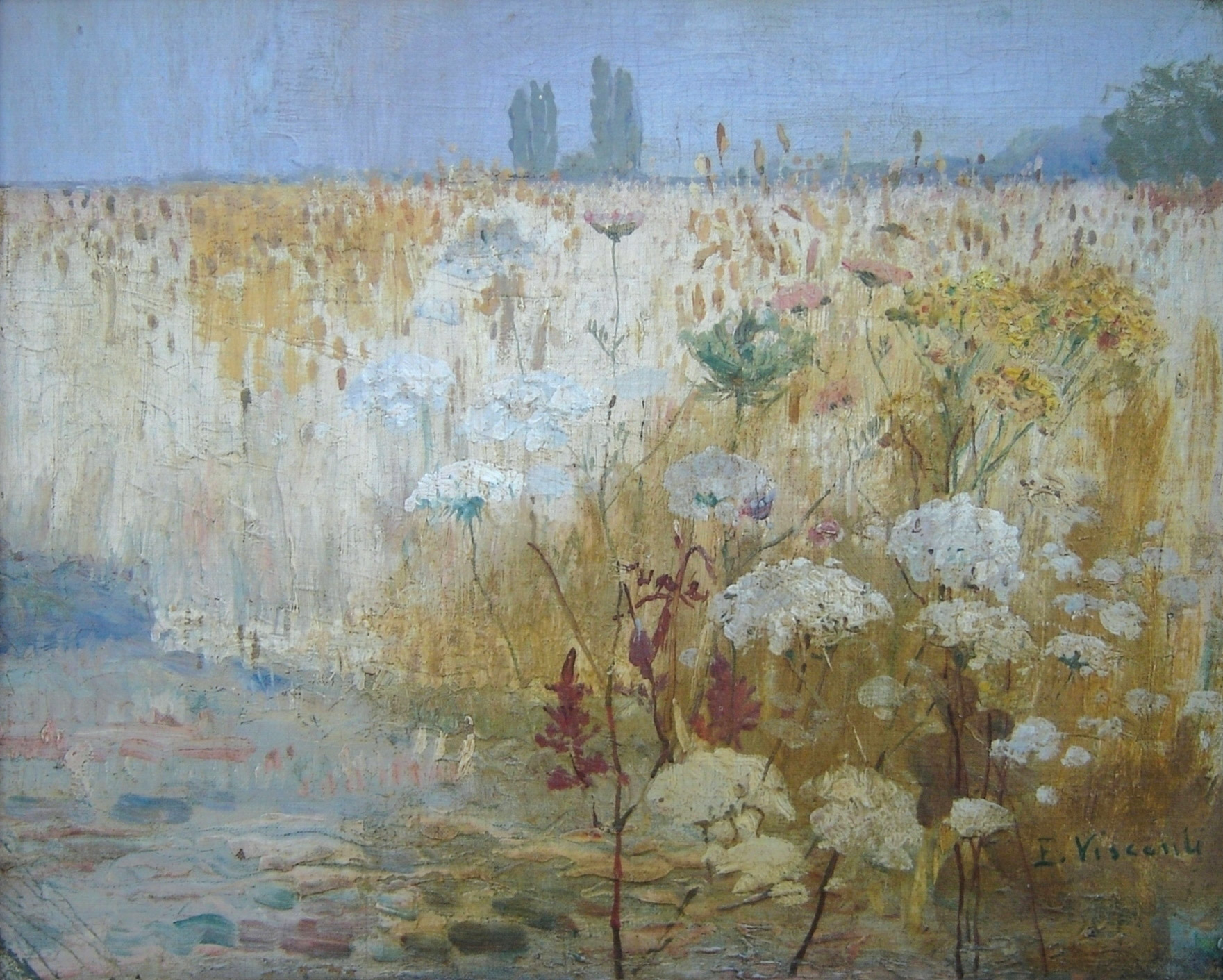
Trigal (1915) - Museu de Arte Assis Chateaubriand, Campina Grande - 28 x 34 cm
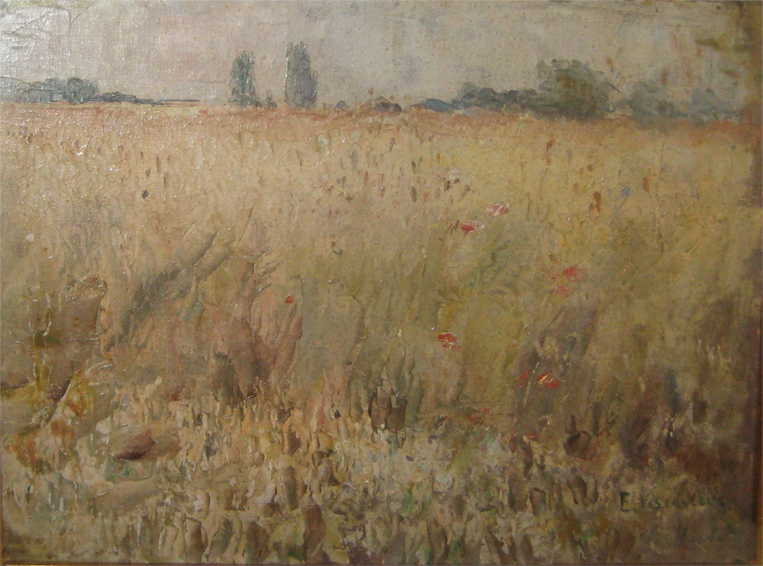
Trigal (1915) - Coleção Paulo Carlos de Oliveira - 27,2 x 34,3 cm